# Чечёры (Добровский район)
Чечёры — село Большехомутецкого сельсовета Добровского района Липецкой области. Стоит на берегах реки Колпинки.
Соединено автодорогами с селами Лебяжье и Большой Хомутец.
Как село с церковью известны с 1768 года . В 1868 году в селе была построена каменная Архангельская церковь.
Название неясно.
Южнее Чечёр проходит нефтепровод «Дружба».

## Население
| 2006 | 2010 |
| ---- | ---- |
| 312  | ↘298 |

## Русская православная церковь
Церковь имеет название "Приход Михайло-Архангельского храма села Чечёры" Сейчас идёт её восстановление.